# Atentados de Abjasia de 2008
Los atentados de Abjasia de 2008, fueron una serie de ataques terroristas perpetrados entre junio y julio de ese año en la república separatista de Abjasia en Georgia, que causó 4 muertos y 18 heridos.

## Los atentados

### Atentados contra las vías férreas de Sujumi del 18 de junio
El 18 de junio, dos bombas estallaron con cinco minutos de diferencia, sobre las vías férreas localizadas en las afueras de Sujumi, capital de Abjasia. Aunque las vías se vieron levemente dañadas, nadie resultó herido tras el atentado.

### Atentados de Gagra del 29 de junio
El 29 de junio, dos bombas estallaron con cinco minutos de diferencia, en el centro de Gagra, dejando heridos. El primer estallido fue cerca de un mercado local, mientras que la segunda explosión tomó lugar cerca de un supermercado. Una mujer de 38 años recibió heridas de metralla en su ojo y tuvo que ser trasladada a un hospital en Sochi, Rusia. Otra mujer tuvo que ser llevada al hospital de Gagra tras sufrir heridas de metralla.

### Atentados de Sujumi del 30 de junio
El 30 de junio, dos bombas estallaron con cinco minutos de diferencia, en el centro de Sujumi, dejando un total de seis heridos. Ambas explosiones ocurrieron cerca del mercado local. Según los funcionarios de la ley abjasia, los artefactos explosivos no contenían generadores de metralla, lo que sugiere que las explosiones tenían el fin de aterrorizar a la población. Cuatro de las seis personas heridas tuvieron que ser trasladadas al Hospital Clínico de la Ciudad de Sujumi.

### Atentados al cruce fronterizo del río Inguri del 2 de julio
El 2 de julio, un vehículo no identificado traspasó el puesto del Ministerio del Interior de Georgia, y se acercó al puesto 301 de las fuerzas de paz del ejército ruso. A aproximadamente 300 metros de distancia, un objeto fue arrojado desde el vehículo, el cual posteriormente estalló. Acto seguido, el vehículo dio la vuelta y condujo sin obstáculos, atravesando el puesto del Ministerio del Interior de Georgia. Nadie resultó herido tras la explosión.

### Atentados de Gali del 6 de julio
El 6 de julio a las 10:58 p. m.,, una bomba estalló en una cafetería en Gali, dejando un saldo de 4 muertos y 6 heridos. Entre las víctimas se encontraban Jansukh Muratia, jefe interino del departamento abjasio del servicio de seguridad de Gali, Sukhran Gumba, empleado del departamento fronterizo del servicio de seguridad abjasio, Anzor Lagvilava, intérprete de la Misión de las Naciones Unidas en Georgia en el distrito de Gali, e Iveta Toria, residente local. Los seis heridos fueron trasladados a hospitales en Gali y Sujumi.

## Consecuencias
En respuesta a los atentados del 29 y 30 de junio, Abjasia cerró sus fronteras con Georgia el 1 de julio. Los residentes del distrito de Gali que en su momento se encontraban en Georgia, recibieron tres días para regresar a su ciudad.

## Reacciones

### Abjasia
La parte abjasia ha acusado a Georgia de estar detrás de todos los atentados. Describió los atentados del 18 de junio como un ataque terrorista contras las Fuerzas Ferroviarias Rusas en Abjasia, que recientemente habían comenzado a reparar sección ferroviaria abjasia en la sección Sujumi-Ochamchira, en detrimento de Georgia. Los atentados del 29 y 30 de junio también fueron descritos como atentados terroristas, perpetrados para perjudicar la temporada de turismo en Abjasia. Según Ruslan Kishmaria, representante especial del Presidente de Abjasia, Serguéi Bagapsh, en el distrito de Gali:
“Creo que la persona que ordenó estos actos terroristas debió de pagarles muy bien y nosotros deberíamos buscar a este individuo en los servicios de seguridad de Georgia. Cuando Tiflis pretende hacerse los ofendidos cuando Abjasia los acusa falsamente de esto, es solo un juego.”
En respuesta al atentado del 6 de julio en Gali, el presidente Bagapsh acusó a Georgia de haber elegido la vía del terrorismo de Estado.

### Georgia
La parte georgiana ha rechazado vehementemente las acusaciones abjasias, con el ministro de Defensa, David Kezerashvili declarando que «no estaban hablando en serio». Los funcionarios de Tiflis y medios de comunicación georgianos ofrecieron una explicación alternativa, cuyos atentados fueron el resultado de una lucha de poder entre diferentes grupos criminales en Abjasia. El diputado georgiano Nika Rurua, vicepresidente de la comisión parlamentaria de defensa y seguridad, afirmó que las explosiones tenían como objetivo «aterrorizar a la población local», debido al incremento del sentimiento anti-georgiano en la región .

El 7 de julio, el gobierno georgiano emitió una declaración en la que condenaba los atentados, y en la que se decía:
«Aquellos actos de violencia son bajo los intereses de las fuerzas que esperan prolongar la presencia de las fuerzas militares rusas, desplegadas ilegalmente en Georgia; de fuerzas que resisten a la desmilitarización y la paz en la región, y de aquellos que quieren descarrilar las aspiraciones europeas y euroatlánticas de Georgia.»

### Pacificadores rusos
Como respuesta al atentado del 2 de julio, cerca del puesto de fuerzas de paz ruso, Aleksander Diordiev, asistente del comandante de las tropas, acusó al lado georgiano, diciendo:

“Las acciones de los servicios secretos georgianos son de naturaleza provocativa, cuyo fin desestabilizar la situación en la parte sur de la zona de conflicto entre Georgia y Abjasia, y también en provocar a las fuerzas de paz”

### Observadores independientes
En respuesta a los atentado de Gagra, el analista político establecido en Tiflis, Paata Zakareishvili, declaró que era poco probable que el atentado fuese producto de un enfrentamiento entre grupos criminales. Según Zakareishvili, es verosímil que su intención fuera interrumpir la temporada de turismo en la zona:
«Básicamente, este objetivo se logró. Creo que la temporada de turismo en Abjasia ha sido arruinada. No me convence la teoría de que se trataba de una especie de disputa comercial. Si un empresario hace estallar el negocio del otro, su propio negocio también sale perjudicado, porque la temporada de turismo es la principal fuente de ingresos de la zona."
Al mismo tiempo, Zakareishvili consideró imprudente la decisión de Abjasia de cerrar sus fronteras con Georgia, porque esto solo serviría para alinear a la población del distrito de Gali.»

### Georgia solicita una fuerza policial internacional
En su declaración realizada el 7 de julio tras los atentados de Gali, el gobierno georgiano renovó su llamado a una fuerza policial internacional, en los distritos de Gali y Ochamchire. Este llamado encontró apoyo con el Departamento de Estado de los Estados Unidos, pero fue inmediatamente rechazado por el lado abjasio.